# Kommerskollegium
Kommerskollegium - organ centralnej władzy państwowej w Szwecji nadzorujący sprawy handlu. Związany z falą idei kameralizmu. Utworzony w 1651 roku. Przewodzili mu kolejno:

## Prezydenci i szefowie Kolegium Handlowego (Presidenter/chefer för Kommerskollegium)
- Johan Berndes 1651-1652
- Erik Oxenstierna af Södermöre 1652-1656
- Christer Bonde 1656-1659
- Seved Bååt 1660-1663
- Knut Kurck 1663-1678
- Claes Fleming af Liebelitz 1679-1685
- Gustaf Lilliecrona 1685-1687
- Fabian Wrede af Elimä 1687-1712
- Jacob Reenstierna 1712-1716
- Vakans 1716-1718
- Gustaf Cronhielm af Flosta 1718-1719
- Magnus De la Gardie 1719-1727
- Anders Johan von Höpken 1727-1741
- Andreas von Drake 1741-1744
- Vakans 1744-1747
- Erland Broman 1747-1757
- Carl von Grooth 1757-1758
- Carl Rudenschiöld 1758-1761
- Claes Gustaf Rålamb 1761-1762
- Edvard Carleson 1762-1767
- Nils von Oelreich 1767-1770
- Gustaf Celsing 1770-1789
- Johan Liljencrantz 1789-1812
- Anders af Håkansson 1812-1813
- Abraham Niklas Edelcrantz 1813-1821
- Carl Peter af Klinteberg 1821-1826
- Gabriel Poppius 1826-1833
- Carl David af Skogman 1833-1856
- Fredrik Åkerman 1856-1866
- Vakans 1866-1868
- Ludvig Manderström 1868-1873
- Vakans 1873-1875
- Carl Fredrik Waern 1875-1891

## Dyrektorzy generalni Kolegium Kameralnego (Generaldirektörer/chefer för Kommerskollegium)
- Richard Åkerman 1891-1905
- Alfred Lagerhiem 1905-1913
- Karl Axel Fryxell 1913-1935
- Ragnar Sohlman 1935-1936
- Herman Eriksson 1936-1938
- Axel Gjöres 1938-1940
- Herman Eriksson 1940-1941
- Stig Sahlin 1941-1945
- Arvid Richert 1945
- Herman Eriksson 1945
- Arvid Richert 1945-1948
- Axel Gjöres 1948-1954
- Nils Malmfors 1955-1966
- Bertil Swärd 1966-1973
- Olle Lindqvist 1973-1980
- Gunnar Söder 1980-1991
- Vakant 1991-1992
- Peter Kleen 1992-2004
- Elisabeth Dahlin 2004-2005
- Lena Johansson 2005-